# Lago François
O lago François é um lago localizado na Colúmbia Britânica, Canadá, a cerca de 30 km ao sul do lago Burns e a 10 km a oeste do lago Fraser.

## Descrição
Este lago tem 110 km de extensão e é o segundo maior lago natural inteiramente dentro da Colúmbia Britânica, após o lago Babine. O rio Nadina estabelece a entrada do lago a oeste e o rio Stellako estabelece a saída do lago. 
Esta superfície lagunar é popularmente procurada como local de pesca, principalmente devido à abundância da truta-arco-íris.
Devido à sua forma, o lago foi chamado inicialmente de Nidabun "lago dos lábios". Deve também ter-se em atenção que os Franco-canadianos confundiram o termo Nidaa com Nedo, que significa "homem branco", e nomearam-no "Lac des Français" (que significa lago dos Franceses). O nome "Français" foi mais tarde alterado para "François".